# Jürgen B. Wolff
Jürgen B. Wolff (geb. 1953 in Plauen) ist ein Musiker, Grafiker und Autor. Wolff war mit seiner Band Folkländer einer der Mitgründer der Folkszene der DDR und treibende Kraft in der Gestaltung des Tanz- und Folkfestes Rudolstadt. Wolff tritt seit den späten 1980ern selber als Teil des Duos Sonnenschirm auf.
Wolff absolvierte von 1970 bis 1972 eine Druckerlehre und erwarb an einer Abendschule das Abitur. Danach studierte er Buchgestaltung an der Leipziger Hochschule für Grafik und Buchkunst Leipzig.
Musikalisch engagierte Wolff zuerst als Leiter einer Singegruppe in Plauen. Republikweit prägend wurde Wolffs Engagement in der Folkbewegung. Die 1976 von ihm mitgegründete Gruppe Folkländer war eine der ersten und einflussreichsten Gruppen der Szene. Dort trat er bis 1984 als Sänger und an der Konzertina auf. Die Gruppe existierte weiter. Wolff gründete 1986 zusammen mit Dieter Beckert das Duo Sonnenschirm.
Wolff war immer auch Szeneorganisator. Ebenfalls 1976 organisierte er in Leipzig mit die erste landesweite Folkwerkstatt. Daraus entwickelten sich von 1980 bis 1984 die Folkwerkstätten in Leipzig. Wolff veröffentlichte ab 1978 erste Liederhefte mit vergessenen deutschen Volksliedern.
Wolff komponierte eine Folkoper „Die Boten des Todes“, die allerdings in der DDR nicht aufgeführt werden durfte.
Wolff war an der Neuausrichtung des Rudolstadt-Festivals nach der Wende beteiligt. Dabei war er insbesondere als Chefgrafiker an einer neuen Darstellung und Präsentation des Festivals beteiligt.